# Patrick Antaki
Patrick Antaki (* 26. Mai 1964 in Kairo) ist ein libanesischer Skeletonsportler.
Patrick Antaki machte 1984 seinen Bachelor of Science in Elektrotechnik am Massachusetts Institute of Technology. 2002 verfolgte er am Fernsehen die olympischen Wettkämpfe im Skeleton und begann noch im selben Jahr mit dem Training. Bei seinem ersten Rennen im Skeleton-America’s-Cup im November 2002 erreichte er in Lake Placid das Ziel nach einem Sturz nicht. Einen Monat später wurde er in Calgary 30. Es folgten weitere Rennen im America’s-Cup, im Europacup und im Challenge-Cup. Erster Höhepunkt wurden die Skeleton-Weltmeisterschaften 2003 in Nagano, bei denen Antaki 26. und Letzter wurde. Bis 2006 nahm er weiterhin regelmäßig an diesen Rennserien teil. Bestes Ergebnis wurde im America’s-Cup ein im Dezember 2004 in Park City erreichter 17. Platz, im Europacup wurde ein 25. Rang im Dezember 2005 in Königssee bestes Resultat. Im Challenge-Cup konnte er mehrere Top-Ten-Resultate erreichen. 2005 organisierte er die Libanesische Skeleton-Meisterschaft, bei der er als einziger Starter seines Landes in Calgary den Titel gewann. Letztes Großereignis und Karriereende wurden die Olympischen Winterspiele 2006 von Turin, bei denen er vom nicht qualifizierten Niederländer Peter van Wees betreut wurde. Beim Höhepunkt und dem Ziel seiner Karriere wurde Antaki 27. und damit Letzter. Der naturalisierte US-Amerikaner lebt in Dallas.